# André Fabius
Pour les articles homonymes, voir Fabius.
André Fabius, né le 4 septembre 1908 à Paris et mort le 28 novembre 1984 à Paris, est un antiquaire français. 
Il tenait sa galerie d'antiquités 152 boulevard Haussmann à Paris sous le nom Fabius Frères avec son frère Pierre Fabius. André Fabius est le père de François Fabius, fils aîné qui a repris la galerie familiale, de l'ancien Premier ministre Laurent Fabius et de la costumière et cheffe décoratrice Catherine Leterrier.

## Biographie
André Fabius est le fils d'Élie Fabius (1864-1942), antiquaire parisien originaire de Haguenau, et de Berthe Isaac-Cerf (1872- 1969), fille d'un fabricant de filets mosellan venu lui aussi à Paris après l'annexion de l'Alsace-Lorraine par les Allemands (1871),. Marié avec Louise Strasburger-Mortimer (1911-2010), sœur d'Aimée Mortimer, il est le père de Laurent Fabius, homme politique et ancien Premier ministre, et de François Fabius, antiquaire, mort en 2006.
Comme ses frères, il est élève au lycée Condorcet.

## La Madeleine Fabius

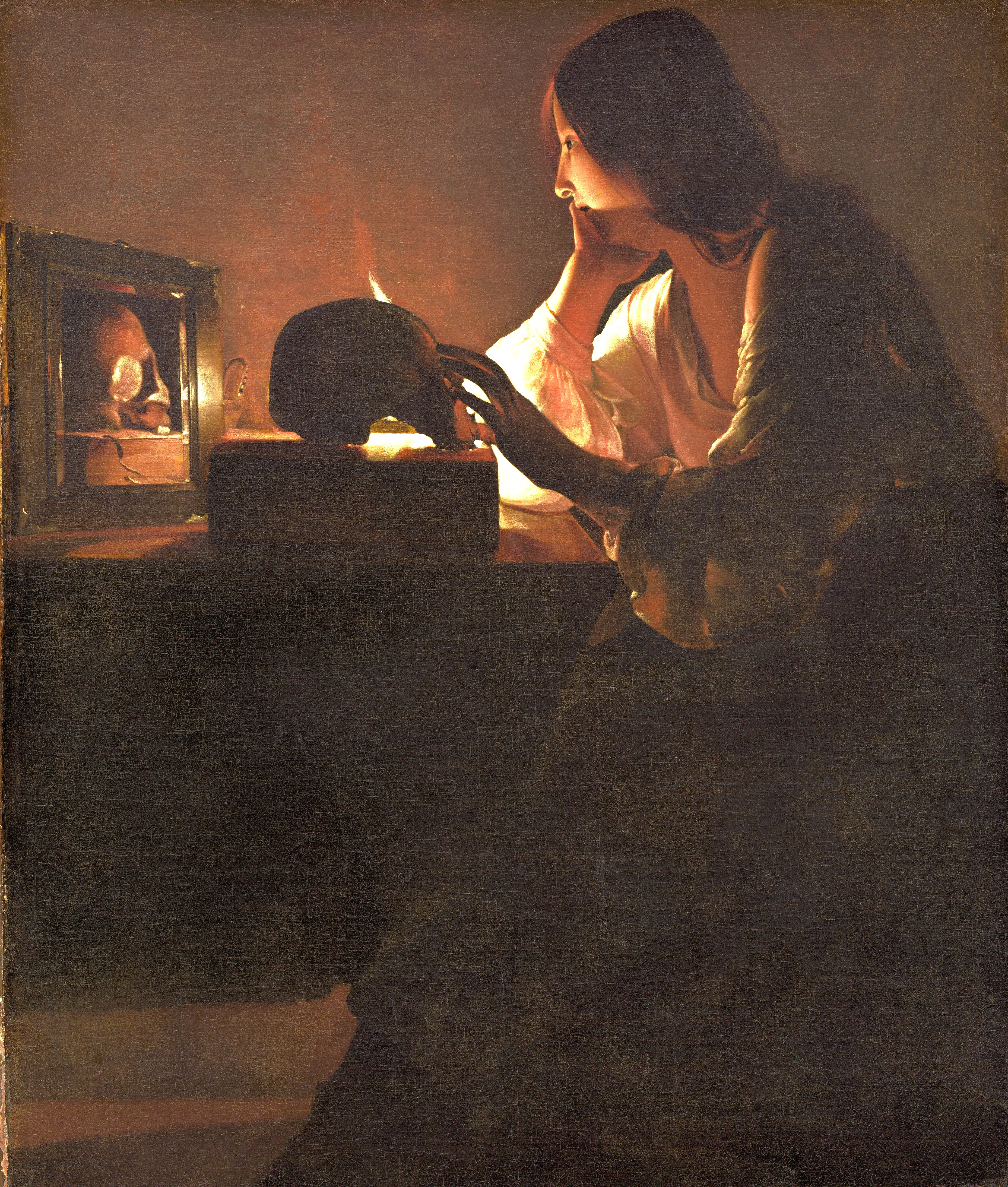
Georges de La Tour La Madeleine au miroir dite aussi la Madeleine Fabius du nom de son ancien propriétaire André Fabius - National Gallery of Art.

En 1936, lors d'une vente, André Fabius achète un tableau sans référence mais qui le séduit. Il s'agit en fait de La Madeleine pénitente, dite aussi La Madeleine au miroir ou Madeleine Fabius, toile de 1,13 sur 0,93 cm qui avait appartenu à la Marquise de Caulaincourt jusqu'en 1911, puis à la Comtesse d'Andigné. 
Le tableau expertisé par le musée du Louvre est considéré comme un tableau original de Georges de La Tour en 1937. Le tableau est mis à l'abri chez des amis des Fabius à Vincennes pendant la guerre. N'ayant pas trouvé d'acquéreur en France, André Fabius l'a vendu à la National Gallery of Art de Washington en 1964. Il lui avait fallu obtenir une autorisation spéciale d'exportation qui fait jurisprudence.

## La famille Fabius
Venus de Lorraine, les Fabius forment depuis le milieu du XIXe siècle une longue lignée d'antiquaires, « brocanteurs sédentaires », selon la formule légale. L'arrière-arrière-grand-père d'André Fabius, Joseph, né en Moselle, commis-marchand de son état, s'appelait à l'origine Lion (en référence à l'animal emblématique de la tribu de Juda) et choisit de prendre Fabius comme patronyme (en référence à la gens Fabia, illustre famille de la Rome antique) lorsqu'en 1808, par le décret de Bayonne les juifs eurent l'obligation de porter un nom de famille fixe. Joseph meurt en 1843 à Pont-à-Mousson.